# Kern megye
Kern megye az Amerikai Egyesült Államokban, azon belül Kalifornia államban található. Lakosainak száma 909 235 fő (2020. április 1.). Kern megye Los Angeles, Tulare, Kings, Inyo, San Bernardino, Ventura, Santa Barbara és San Luis Obispo megyékkel határos.

## Népesség
A megye népességének változása:
| Lakosok száma | 841 796 | 849 467 | 855 498 | 864 124 | 882 176 | 900 202 | 909 235 |
|               | 2010    | 2011    | 2012    | 2013    | 2015    | 2019    | 2020    |